# McLean Peak
Der McLean Peak ist ein 2290 m hoher Berg im westantarktischen Marie-Byrd-Land. Im Königin-Maud-Gebirge ragt er aus einem Gebirgskamm auf, der sich vom nordwestlichen Ende des Stanford-Plateaus entlang dem Watson Escarpment erstreckt.
Der United States Geological Survey kartierte ihn anhand eigener Vermessungen und Luftaufnahmen der United States Navy aus den Jahren von 1960 bis 1963. Das Advisory Committee on Antarctic Names benannte ihn 1967 nach Leutnant William E. McLean, Mediziner und Leiter der Amundsen-Scott-Südpolstation im antarktischen Winter 1964.